# Myron G. Barlow

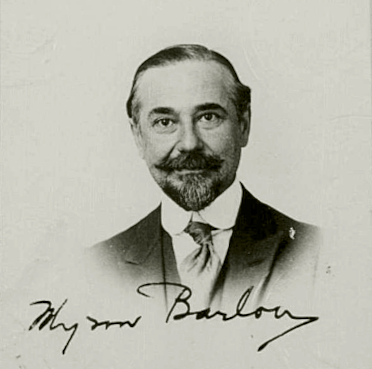
Myron Barlow, 1923

Myron G. Barlow (* 15. April 1873 in Ionia, Michigan; † 14. August 1937 in Étaples, Frankreich) war ein US-amerikanischer Maler, bekannt für seine Genrebilder und Porträts.

## Leben
Myron Barlow wuchs in Detroit, Michigan, auf und blieb dieser Stadt auch nach seinem Umzug nach Frankreich, wo er den größten Teil seines Lebens verbrachte, eng verbunden. Seine künstlerische Laufbahn begann als Teenager, als er eine formale Kunstausbildung an der Detroit Museum School und am Chicago Art Institute absolvierte. Anschließend reiste er nach Europa und schrieb sich an der Ecole des Beaux-Arts in Paris im Atelier von Jean-Léon Gérôme ein. Barlow malte schon früh in seiner Karriere Genrebilder, von denen er eine Reihe an der Pennsylvania Academy of Fine Arts ausstellte, wo er von 1903 bis 1910 fast jedes Jahr vertreten war. Auch an der National Academy of Design in New York stellte er 1907 und 1916 aus. Seine Pariser Erfahrungen werden durch ein Studium an der Académie Colarossi und 1898 durch die erste seiner zahlreichen Reisen nach Holland erweitert. Beim Kopieren von Gemälden im Rijksmuseum entdeckte Barlow Jan Vermeer, dessen Werke ihn stark inspirierten. Wie bei Vermeer wurde die Darstellung von meist weiblichen Figuren in Innenräumen, oft isoliert und bewegungslos, umgeben von einer traumähnlichen Atmosphäre und in einem einzigen dominierenden Farbton, häufig Blau, zu einem bevorzugten Thema Barlows. 
Um 1900 entdeckte er das französische Dorf Trépied im Artois, ließ sich dort nieder und lebte viele Jahre allein. Er baute ein Bauernhaus zu seinem Atelier aus und platzierte seine Modelle vor einem Hintergrund aus Mohnblumen im hellen Sonnenlicht seines Gartens. 1914 war er eines der ältesten Mitglieder der Emigrantenkolonie von Trépied.

## Werk

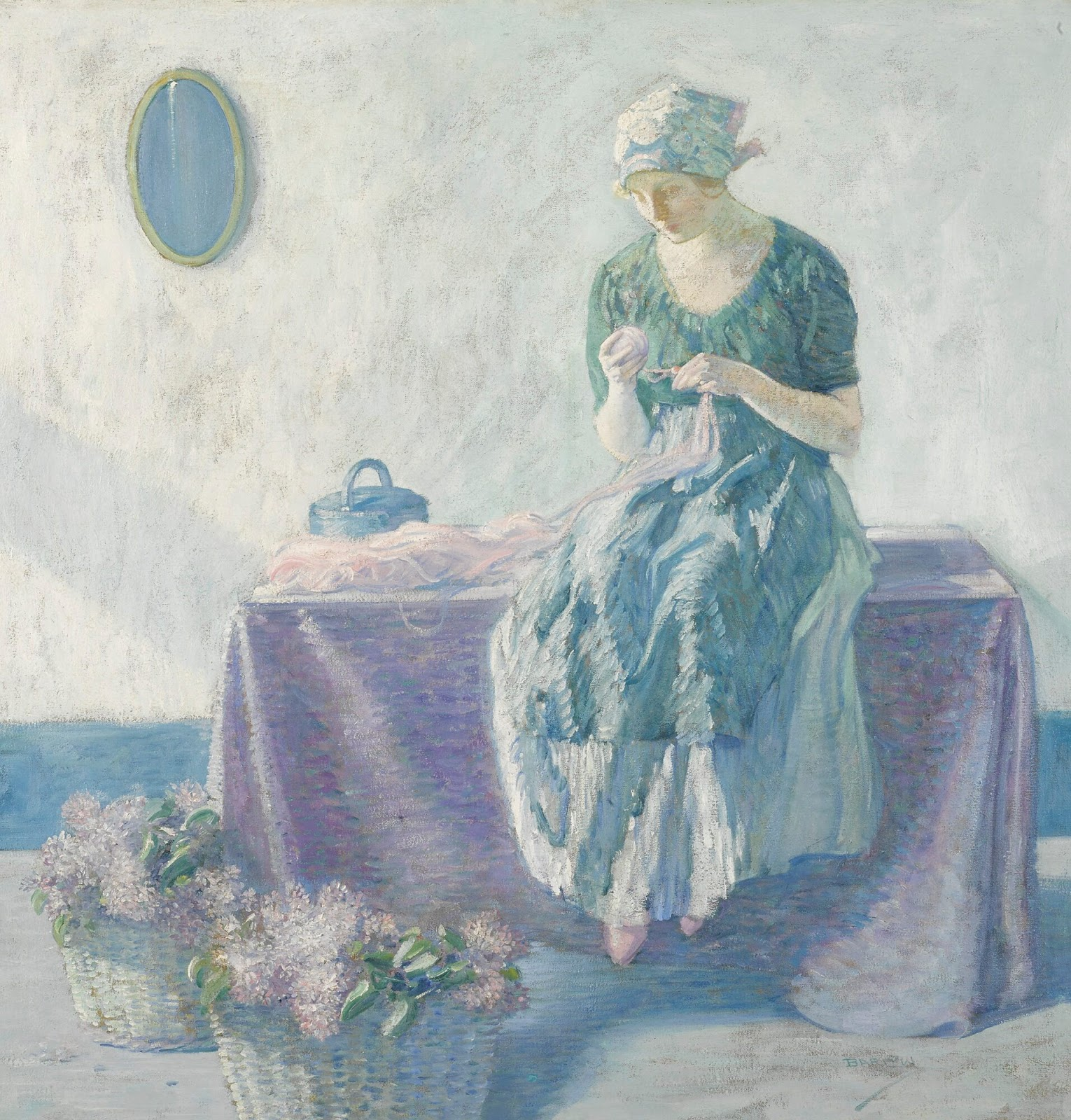
Myron Barlow: Peasant Sewing

Myron Barlows Werk ist geprägt von der Darstellung von Figuren, häufig Frauen, in Innenräumen. Seine Bilder zeichnen sich durch eine ruhige, verträumte Atmosphäre aus, die häufig von Blautönen dominiert wird. Seine Werke fanden internationale Anerkennung und wurden auf den Ausstellungen in St. Louis und der Panama-Pacific International Exposition mit Goldmedaillen ausgezeichnet. Das Musée Quentovic in Étaples, die Pennsylvania Academy of Fine Arts und das Detroit Institute of Arts haben seine Werke erworben.